# The Sugar Man
The Sugar Man è un album di Stanley Turrentine, pubblicato dalla CTI Records nel 1975. I brani del disco furono registrati al Van Gelder Studio di Englewood Cliffs, New Jersey (Stati Uniti) nelle date indicate nella lista tracce.

## Tracce
Lato A
1. Pieces of Dreams – 6:50 (Alan Bergman, Marilyn Bergman, Michel Legrand) – Registrato il 7 giugno 1973
2. The Stretch – 5:56 (Stanley Turrentine) – Registrato il 9 marzo 1971
3. Vera Cruz – 5:04 (Fernando Brant, Gene Lees, Milton Nascimento) – Registrato il 23 aprile 1971

Lato B
1. More (tema dal film Mondo Cane) – 6:11 (Nino Oliviero, Riz Ortolani) – Registrato nel febbraio del 1971
2. Make Me Rainbows (tema dal film Fitzwilly) – 6:03 (Alan Bergman, Marilyn Bergman, Johnny Williams) – Registrato il 9 marzo 1971
3. Just as I Am – 5:25 (Stanley Turrentine) – Registrato nel febbraio del 1971

## Musicisti
Pieces of Dreams
- Stanley Turrentine - sassofono tenore
- Bob James - arrangiamenti, conduttore musicale
- Harold Mabern - pianoforte
- Eric Gale - chitarra
- Ron Carter - basso
- Idris Muhammad - batteria
- Rubens Bassini - congas
- Harry Cykman - violino
- Harry Glickman - violino
- Emanuel Green - violino
- Harold Kohon - violino
- Guy Lumia - violino
- David Nadien - violino
- John Pintavalle - violino
- Irving Spice - violino
- Harold Coletta - viola
- Emanuel Vardi - viola
- Seymour Barab - violoncello
- George Ricci - violoncello[3]

The Stretch
- Stanley Turrentine - sassofono tenore
- Butch Cornell - organo
- Kenny Burrell - chitarra
- Ron Carter - basso
- Billy Cobham - batteria
- Ray Barretto - congas

Vera Cruz
- Stanley Turrentine - sassofono tenore
- Eumir Deodato - arrangiamenti, conduttore musicale, pianoforte elettrico
- Sivuca (Severino Dias De Oliveira) - chitarra
- George Marge - flauto
- Hubert Laws - flauto
- Jerome Richardson - flauto
- Romeo Penque - flauto
- Ron Carter - basso
- Russell George - basso
- Airto Moreira - batteria, percussioni
- Dom Um Romao - batteria, percussioni
- Joao Palma - batteria, Percussioni

More (Theme from Mondo Cane)
- Stanley Turrentine - sassofono tenore
- Don Sebesky - arrangiamenti, conduttore musicale
- Chico O'Farrill - arrangiamenti strumenti a fiato
- Jerome Richardson - sassofono tenore, flauto
- Blue Mitchell - tromba
- Curtis Fuller - trombone
- Butch Cornell - organo
- George Benson - chitarra
- Dave Friedman - vibrafono
- Ron Carter - basso
- Billy Cobham - batteria
- Ray Barretto - congas

Make Me Rainbows (From Fitzwilly)
- Stanley Turrentine - sassofono tenore
- Kenny Burrell - chitarra
- Butch Cornell - organo
- Ron Carter - basso
- Billy Cobham - batteria
- Ray Barretto - congas

Just as I Am
- Stanley Turrentine - sassofono tenore
- Don Sebesky - arrangiamenti, conduttore musicale
- Chico O'Farrill - arrangiamenti strumenti a fiato
- Jerome Richardson - sassofono tenore, flauto
- Blue Mitchell - tromba
- Curtis Fuller - trombone
- George Benson - chitarra
- Dave Friedman - vibrafono
- Butch Cornell - organo
- Ron Carter - basso
- Billy Cobham - batteria
- Ray Barretto - congas[4][5]